# Wanderlândia
Wanderlândia es un municipio brasileño situado en el estado del Tocantins. Tiene una población estimada, en 2021, de 11 783 habitantes.
Se localiza a una latitud 6°50′57″ S y a una longitud 47°57′47″ O, estando a una altitud de 257 metros. Posee un área de 1365.43 km².
Considerada la cuna del comunismo tocantinense, fue por muchos años escenario de disputas entre familias importantes como los Wanderleys, que dominaron la región en el siglo XVIII. Rica en recursos hídricos, posee en torno de 27 lindas cascadas. Está situada sobre la carretera Belém-Brasilia, cerca de los estados del Pará y de Maranhão.